# سفارة إندونيسيا في النرويج
سفارة إندونيسيا في النرويج هي أرفع تمثيل دبلوماسي لدولة إندونيسيا لدى النرويج. تقع السفارة في وهي تهدف لتعزيز المصالح الإندونيسية في النرويج.

## وصلات خارجية
- قائمة سفارات إندونيسيا
- قائمة السفارات في النرويج